# 1681 w polityce

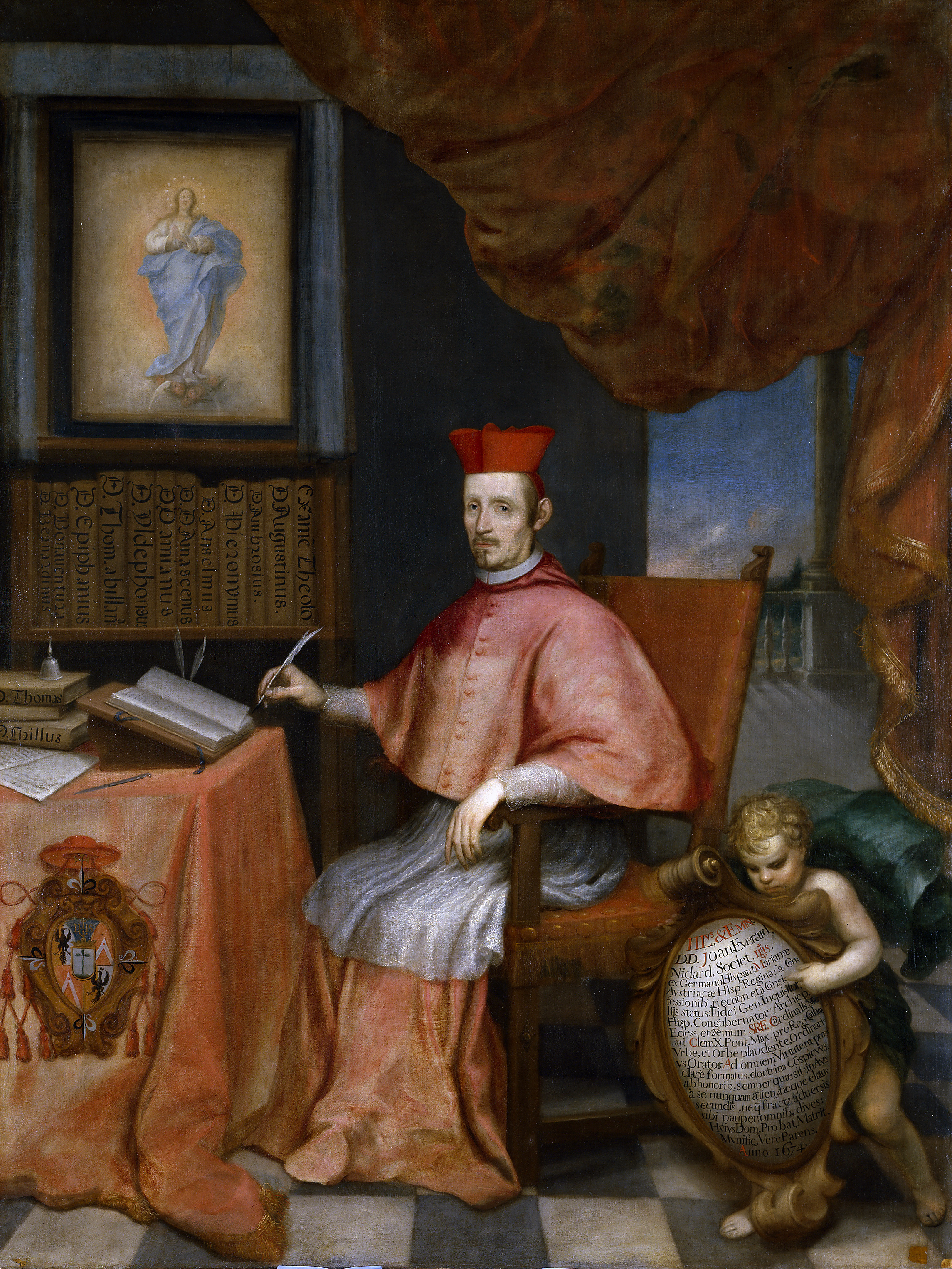
Johann Eberhard Nidhard

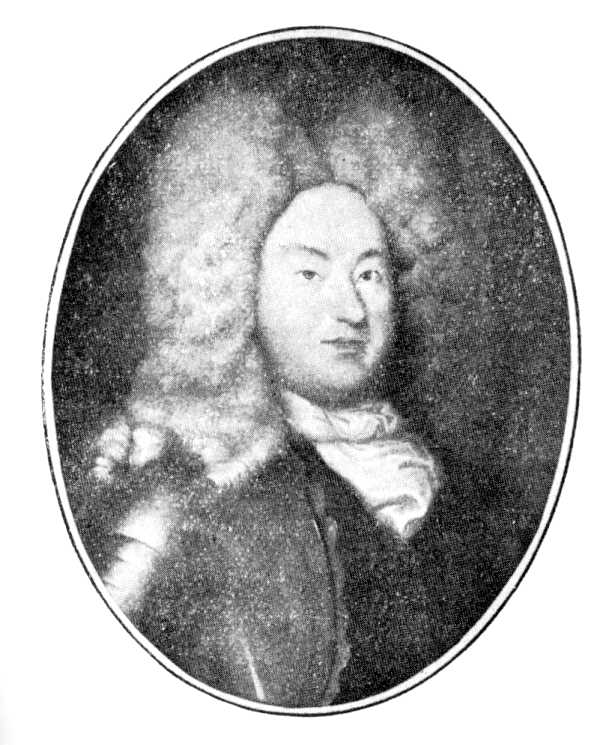
Ernest Fryderyk I

Wydarzenia polityczne w 1681 roku.

## Urodzili się
- 21 kwietnia Ernest Fryderyk I, książę Saksonii-Hildburghausen[1].

## Zmarli
- 1 lutego Johann Eberhard Nidhard, austriacki jezuita i kardynał[2].